# Église Saint-Pierre-aux-Liens de Ruoms
L'église Saint-Pierre-aux-Liens est une église catholique située à Ruoms, en France.

## Localisation
L'église est située dans le département français de l'Ardèche, sur la commune de Ruoms.

## Protection
L'église Saint-Pierre-aux-Liens est classée au titre des monuments historiques en 1907.